# Galium davisii
Galium davisii är en måreväxtart som beskrevs av Friedrich Ehrendorfer. Galium davisii ingår i släktet måror, och familjen måreväxter. Inga underarter finns listade i Catalogue of Life.